# Pietro Granetto
Pietro Granetto, nome italianizzato di Pierre de Granet (Châteauneuf-sur-Isère, 1550 circa – Bourg-en-Bresse, 1613), è stato un avvocato e scrittore francese.

## Biografia
Figlio di Antoine Louis Granet, Barone di Rochebaudin fu cugino di Bianca Granetto di Carmagnola che sposò Teodoro Cavassa (morto nel 1524). Francesco Agostino Dalla Chiesa lo chiamò "Pietro Granetto Delfinengo" mentre Giuseppe Manuel di San Giovanni "senescalco" di Gabriele di Saluzzo, ultimo signore del Marchesato di Saluzzo. Fu signore di Costigliole, Osasio e di Painessuyt. Nel 1595 fu il primo presidente del tribunale di Saluzzo, nel 1600 fu regio consigliere al Parlamento di Grenoble, poi presidente al parlamento di Bourg en Bresse dove esiste ancora una strada a lui dedicata. Nel 1588 comprò una parte del feudo di Costigliole Saluzzo da Giovanni Gioffredo Costanzia che rivenderà nel 1602 a Francesco Castiglione e a Lodovico Dalla Chiesa, senatore e consigliere del Duca Carlo Emanuele I di Savoia.
Notaio e avvocato fu autore di una Relazione storica del Piemonte: Stylus regius Galliarum iuridicus olim Salucianis præscriptus. Burgi Sebusianorum (Bourg en Bresse), Jean Tainturier, 1630. Sposò Méraude de Vachon ed ebbe due figli Louis che fu magistrato e Anna che sposò Melchior de La Poype Signore di Saint- Julin, di Crémieu e di Montagnieu, capitano nelle truppe francesi di François de Bonne de Lesdiguières (1543-1626) nella guerra per la signoria del marchesato di Saluzzo. 
Dal testamento di suo padre del 1522 si viene a sapere che il ramo dei Granet-Granetto al quale apparteneva Pietro Granetto discendeva da Jehan Granet de Grauves che nell'anno 1320 possedeva un feudo a Montegrimaux nello Champagne. Fra i personaggi della stessa famiglia si ricordano: il giudice reale e siniscalco di Tolone Marc Antoine de Granet (1741-1827) e lo storico Alfred François Nettement. 
Portava per arma: "D'azzurro, al leone d'oro".